# Zittersheim
 Zittersheim (en alsacià Zíttersche) és un municipi francès, situat a la regió del Gran Est, al departament del Baix Rin. L'any 1999 tenia 205 habitants. Limita al nord amb Rosteig, al nord-est amb Wingen-sur-Moder, al sud-est amb Erckartswiller, a l'oest amb Hinsbourg i al nord-oest amb Puberg.
Forma part del cantó d'Ingwiller, del districte de Saverne i de la Comunitat de comunes de Hanau-La Petite Pierre.

## Demografia
| 1962 | 1968 | 1975 | 1982 | 1990 | 1999 |
| ---- | ---- | ---- | ---- | ---- | ---- |
| 206  | 231  | 228  | 216  | 217  | 205  |